# Emilia (Schiff, 1979)
Die Emilia war ein 1979 in Dienst gestelltes Fährschiff der italienischen Reederei Tirrenia – Compagnia italiana di navigazione. Die 1986 verlängerte Fähre blieb bis 2006 in der Flotte von Tirrenia und wurde anschließend für verschiedene Betreiber in Saudi-Arabien und Ägypten eingesetzt. 2024 ging das Schiff zum Abbruch ins indische Alang.

## Geschichte
Die Emilia entstand unter der Baunummer 4349 in der Werft von Italcantieri in Castellammare di Stabia und lief am 19. Juli 1979 vom Stapel. Nach ihrer Ablieferung an die italienische Reederei Tirrenia am 30. November 1979 nahm sie im Dezember 1979 den Fährdienst zwischen Neapel und Palermo auf. Sie gehörte der aus insgesamt sechs Einheiten bestehenden, zwischen 1979 und 1981 in Dienst gestellten Strade-Romane-Klasse an.
1986 bis 1987 wurde die Emilia wie auch ihre Schwesterschiffe in der Werft von Fincantieri in Triest um knapp 12 Meter verlängert. Hierbei erhöhte sich auch ihre Tonnage, die maximale Anzahl der Passagiere sowie ihre Kapazität für Fahrzeuge erheblich. Nach insgesamt 25 Jahren auf der Route von Neapel nach Palermo fuhr das Schiff ab Oktober 2004 auf wechselnden Strecken, darunter auch in Charter für Adriatica di Navigazione. Im Juli 2006 ging die Fähre in den Besitz von Enermar Shipping über, wurde aber noch bis September 2006 weiter von Tirrenia betrieben.
Nach der Ausmusterung bei Tirrenia erhielt das Schiff den Namen Adriatica und wurde im selben Jahr unter Charter der Manafie Lines zwischen Safaga und Dschidda eingesetzt. Im August 2008 ging sie in den Besitz von Aljoudy Maritime Transport über und lief Dschidda fortan von Sues aus an. Im April 2011 kaufte die Namma Shipping Lines mit Sitz in Panama das Schiff und benannte es im Januar 2012 in Al Yosefeyah um. Eine weitere Umbenennung in Amanah folgte im Dezember 2014. Die Fähre wurde seitdem zwischen Duba und Safaga betrieben.
Nach insgesamt knapp 45 Dienstjahren wurde die Amanah im März 2024 zum Abbruch verkauft. Am 3. Mai 2024 traf das Schiff bei den Abwrackwerften im indischen Alang ein.